# 西貢中轉房屋
西貢中轉房屋（英語：Sai Kung Interim Housing）是香港房屋委員會及房屋署一座已經被拆卸的中轉房屋，原址位於新界西貢區大網仔路，於1998年落成，部分土地原為沙角尾臨時房屋區，與朗邊中轉房屋同屬首批新建的中轉房屋，特點為樓層較少（樓高只有6層）及使用預製組件興建。
西貢中轉房屋因位置偏僻而導致使用率低，加上設有獨立設施單位的新式多層中轉房屋（寶田中轉房屋及天恩中轉房屋）相繼落成，最後於2006年9月至2007年3月先後拆卸，原址改建為交通交匯處及逸瓏園。

## 屋邨資料

### 歷代樓宇
| 樓宇名稱（座號） | 樓宇類型     | 落成年份 | 拆卸年份 | 層數 |
| ---------------- | ------------ | -------- | -------- | ---- |
| 第1座            | 組件中轉房屋 | 1998年   | 2006年   | 6    |